# Сідлова
Сідлова́ (рос. Седловая) — селище у складі Каримського району Забайкальського краю, Росія. Входить до складу Адріановського сільського поселення.

## Населення
Населення — 70 осіб (2010; 79 у 2002).
Національний склад (станом на 2002 рік):
- росіяни — 94 %